# Tahar Tamsamani
Tahar Tamsamani (ur. 10 września 1980) – marokański bokser, brązowy medalista igrzysk olimpijskich w Sydney.

## Kariera amatorska
W 2000 roku zdobył brązowy medal podczas igrzysk olimpijskich w Sydney. W półfinale przegrał z Kazachem Bekzatem Sattarchanowem, który zdobył złoty medal.